# Didier Lazard
Didier Lazard (11 décembre 1910 Chantilly - 23 octobre 2004, Neuilly-sur-Seine) est un sociologue et homme de lettres français.

## Biographie

### Jeunesse et études
Didier Lazard est le fils de Max Lazard, sociologue, et le petit-fils de Simon Lazard, associé-fondateur de la Banque Lazard.
Élève au lycée Pasteur à Neuilly-sur-Seine, il effectue des études de droit. Il est diplômé de l'École libre des sciences politiques. Il est titulaire d'un doctorat en droit de la faculté de droit de Paris. Sa thèse porte sur les ententes économiques (1936).

### Parcours professionnel
Pendant la Seconde Guerre mondiale, il est protégé et sauvé par Maria-Dolorès de Malherbe, à Marçon. Après la Libération, il est l'auteur de l'ouvrage Procès de Nuremberg, qui est couronné par l'Académie française (prix Lange) en 1948 et sera traduit.
Le 7 octobre 1957, il épouse Ginette Martenot.
Maître de conférences à l'Institut d'études politiques de Paris de 1960 à 1981, il donne des conférences en France et à l'étranger sur des questions de sociologie, psychologie et philosophie, fonde des cercles d’études Rencontres et Recherches et anime divers centres de formation pour cadres de l'industrie. Pour ses travaux, il réalise divers voyages et enquêtes à travers les différents continents, et participe à divers mouvements de coopération internationale.

### Philosophie et engagements
Didier Lazard a adhéré aux idées de Frank Buchman et milité au sein du Réarmement moral auquel il consacre plusieurs écrits (voir la liste de ses publications ci-dessous). Il est très sensible à la dimension éthique du changement personnel prônée par ce mouvement. 

« Il faut dans le monde des changements politiques, des changements économiques, des changements sociaux, des changements de structure, des
changements nationaux, des changements internationaux. Mais si les hommes restent ce qu’ils sont, qu’aurons-nous gagné ? »

— Didier Lazard, Le réarmement moral : une idéologie en marche, 1952

## Publications
- Les ententes économiques imposées ou controlées par l'État entre des entreprises similaires publiques ou privées, essai de synthèse (1937)
- Le C.C.C. [Civilian conservation corps] américain et les enseignements qu'il comporte (1939)
- Le Rôle social de l'officier : conférence prononcée à Montauban, le 6 décembre 1939 devant le Groupe spécial d'Escadrons des candidats E.O.R. (1940)
- Contrastes américains (préface d'André Siegfried, 1940)
- Le procès de Nuremberg : récit d'un témoin, prix Lange de l’Académie française en 1948
- Le réarmement moral : une idéologie en marche (1952)
- Le Réarmement moral : une idéologie en marche (1954)
- Démocratie et réarmement moral (préface de Claudius-Petit, 1956)
- L'Occident, quel Occident ? (1960)
- Convergence des civilisations actuelles : essai de sociologie prospective (1963)
- Présence du Japon d'hier : impressions et réflexions (1966)
- Un Essai sur la complémentarité des cultures au XXe siècle (1967)
- Monologue de Satan sur le temps présent (1968)
- 'Car il faut que le scandale arrive (1972)
- Comprendre la Chine d'aujourd'hui (1973)
- Le Chef de l'État : drame satirique en 2 actes et 9 tableaux (1975)
- Fonds Max Lazard : Note biographique sur Max Lazard (1980)
- Simon Lazard : 1828-1898 : émigré à seize ans, pionnier du Far-West, fondateur de la Banque Lazard (1988)
- La famille Lazard : histoire de quatre générations (1988)
- Tenir le cap dans l'imprévisible : souvenirs de Simon Lazard (1989)
- Max Lazard, ses frères et Lyautey (1990)
- Destins inattendus : les descendants du fondateur de la banque Lazard (1992)
- Vingt années d'un autre siècle (1919-1939) : vues à travers la vie de Max et Sophie Lazard (1994)

### Archives
- Inventaire du fonds d'archives de Didier Lazard conservé à La contemporaine.